# Evangelische Kirche Jeseník

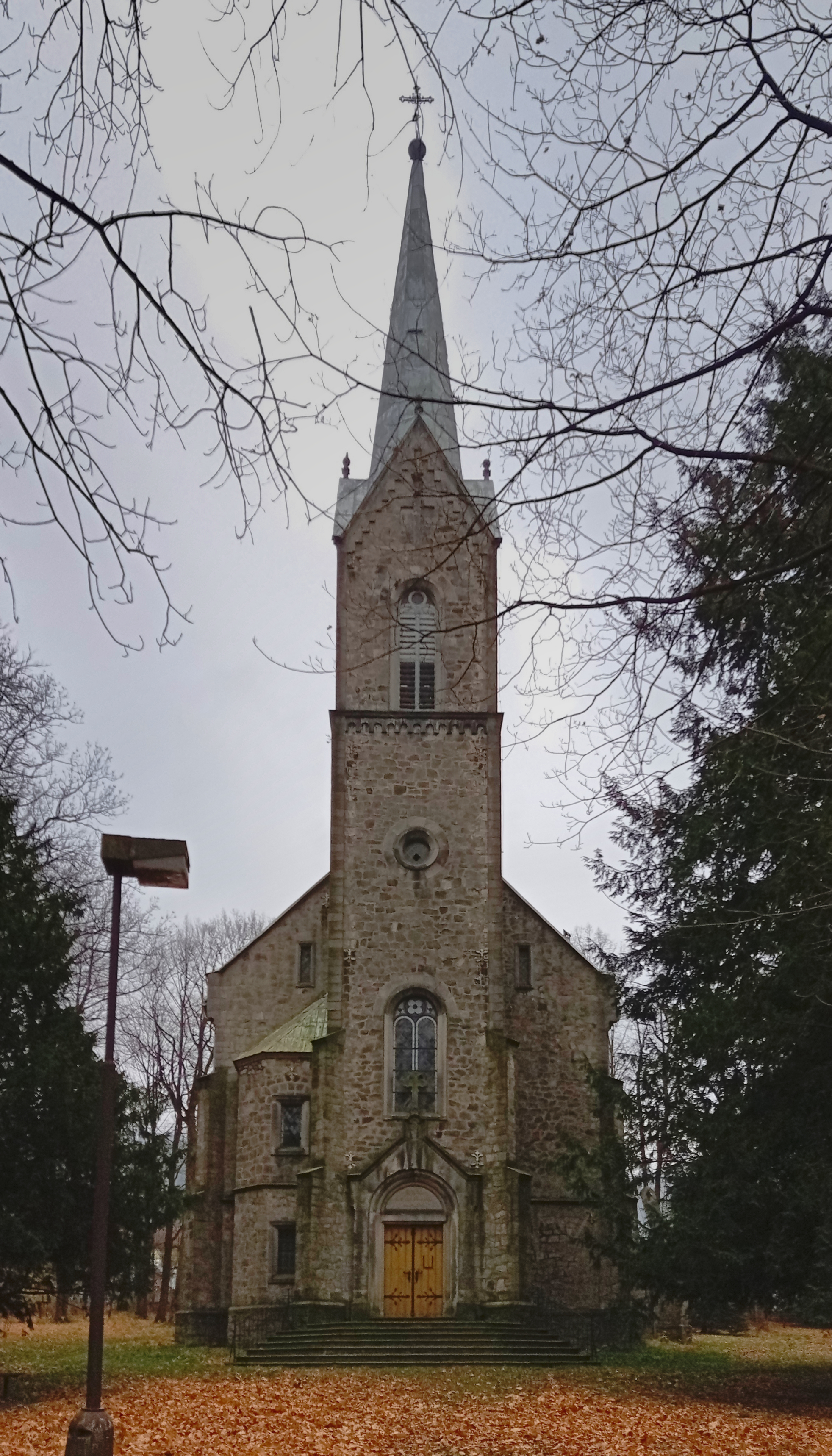
Evangelische Kirche Jeseník

Die Evangelische Kirche Jeseník ist ein Kirchengebäude in Jeseník (deutsch: Freiwaldau), einer Stadt in der Olmützer Region in Tschechien.
Die evangelische Gemeinde von Freiwaldau wurde am 13. Oktober 1879 zunächst als Filialgemeinde der Toleranzkirche von Hillersdorf gegründet. Am 13. Oktober 1881 wurde der Grundstein zu einer eigenen Pfarrkirche gelegt. Der Entwurf für die neuromanische Kirche stammte von dem königlich-preußischen Hofbaudirektor Ferdinand Martius (1811–1889) aus Kamenz, dem Erbauer der dortigen Dreifaltigkeitskirche. Der Bau der Kirche geschah mit finanzieller Unterstützung des Gustav-Adolf-Vereins und der (geschiedenen) preußischen Prinzessin Marianne von Oranien-Nassau, der Besitzerin von Schloss Weißwasser. Die Einweihung der Kirche, einer in unverputztem Bruchsteinmauerwerk ausgeführten Saalkirche mit Apsis und vorgesetztem Turmbau, fand am 15. Oktober 1883 durch den Superintendenten von Mähren und Schlesien, Theodor Karl Haase, unter Beteiligung der Herzogin Alexandrine von Mecklenburg-Schwerin, der Tochter der Stifterin, und des Landespräsidenten von Österreichisch-Schlesien, Olivier Marquis de Bacquehem, statt. 1946 wurden Kirche und Pfarrhaus der Evangelischen Kirche der Böhmischen Brüder übertragen.